# Worthington (Kentucky)
Worthington és una població dels Estats Units a l'estat de Kentucky. Segons el cens del 2000 tenia 1.673 habitants.

## Demografia
Segons el cens del 2000, Worthington tenia 1.673 habitants, 663 habitatges, i 519 famílies. La densitat de població era de 552,1 habitants/km².
Dels 663 habitatges en un 31,5% hi vivien nens de menys de 18 anys, en un 62,9% hi vivien parelles casades, en un 12,1% dones solteres, i en un 21,6% no eren unitats familiars. En el 19,6% dels habitatges hi vivien persones soles el 10,9% de les quals corresponia a persones de 65 anys o més que vivien soles. El nombre mitjà de persones vivint en cada habitatge era de 2,52 i el nombre mitjà de persones que vivien en cada família era de 2,86.
Per edats la població es repartia de la següent manera: un 23,3% tenia menys de 18 anys, un 7,7% entre 18 i 24, un 26,7% entre 25 i 44, un 27,4% de 45 a 60 i un 15% 65 anys o més.
L'edat mediana era de 41 anys. Per cada 100 dones de 18 o més anys hi havia 85,1 homes.
La renda mediana per habitatge era de 34.875 $ i la renda mediana per família de 39.737 $. Els homes tenien una renda mediana de 35.324 $ mentre que les dones 19.643 $. La renda per capita de la població era de 19.239 $. Entorn del 7,8% de les famílies i el 9,3% de la població estaven per davall del llindar de pobresa.

## Poblacions més properes
El següent diagrama mostra les poblacions més properes.